# فرانک کلارک
فرانک کلارک (انگلیسی: Frank Clark؛ ‏ ۲۲ دسامبر ۱۸۵۷ – ۱۰ آوریل ۱۹۴۵) بازیگر اهل ایالات متحده آمریکا بود.
از فیلم‌هایی که وی در آن‌ها نقش داشته‌است، می‌توان به افسوس! یوریک بیچاره! اشاره نمود.